# Dactyloscopus amnis
Dactyloscopus amnis é uma espécie de peixe perciforme pertencente à família Dactyloscopidae. Pode ser encontrado nas águas costeiras do México, no lado do Oceano Pacífico. Ocorre em água salgada e salobra.